# Спор око имена између Северне Македоније и Грчке
Спор око имена Македоније био је сукоб између две државе, Грчке и Северне Македоније око коришћења имена Македонија. Почео је са проглашењем независности Социјалистичке Републике Македоније 1991. године од Југославије под именом Република Македонија. Спор је решен Преспанским споразумом тако што је Република Македонија променила име у Република Северна Македонија.

## Суштина спора
Због спора око имена са Грчком, Уједињене нације, неке земље Европске уније укључујући Немачку и Француску, и друге међународне организације званично користе привремену референцу Бивша Југословенска Република Македонија (БЈРМ).
Суштина спора је питање да ли једна држава може узети име шире географске области (у овом случају област Македонија), ако њена територија обухвата један њен мањи део (Вардарска Македонија) и да ли у том случају она исказује територијалне претензије ка суседним државама у којима се налазе преостали делови ове области (Периферије западна, средишња и источна Македонија у Грчкој које чине Егејску Македонију и Благоевградска област у Бугарској која чини Пиринску Македонију). Народ који данас насељава простор Северне Македоније је словенског порекла, али је његова етничка припадност и дан данас предмет спорења. Данас сами становници се већином називају и сматрају Македонцима, а свој језик македонским језиком. Народи који данас насељавају просторе Пиринске и Егејске Македоније не сматрају себе Македонцима у етничком смислу.

## Грчка страна
Грци негирају становништво Северне Македоније и њој самој употребу термина Македонија, Македонац и македонски језик јер је по њиховом гледишту Македонија назив њихове историјске државе (Александар Македонски) и нема никакве везе са Словенима који су се ту населили неколико векова касније. Овај сукоб и даље траје због чега је званични назив Северне Македоније БЈРМ (Бивша југословенска република Македонија), али се све чешће провлаче идеје које би могле окончати сукоб око назива који би задовољио обе стране (Северна Македонија, Словенска Македонија, Вардарска Македонија).
Када се говори о називима Северна Македонија и Словенска Македонија, као компромисним решењима, треба указати на чињеницу да се ови предлози провлаче још од краја 20. века. Области северно од Охрида, Битоља, Прилепа, Ђевђелије и Струмице, припадају јужном делу Старе Србије, као и да под северном Македонијом треба сматрати Благоевградски округ у Бугарској. Други предлог (Словенска Македонија) иде за изазивањем српско-бугарског анимозитета, који данас постоји само на интелектуалној равни, али да територијални спор не постоји. Овај предлог би такође вероватно био неприхватљив за многобројну албанску мањину у земљи.
Постоје претпоставке да ако би Влада Северне Македоније прихватила горепоменуте називе као компромисне, Цариградска патријаршија би признала аутокефалност МПЦ, као у случају Естонске православне апостолске цркве и Украјинске аутокефалне православне цркве, међутим то би могло да доведе до спора српске и цариградске патријаршије, као што се то десило у случају поменутих признања са московском патријаршијом.
Република Македонија је изабрала симбол Сунце из Вергине или Звезда из Кутлеша са црвеном позадином за своју заставу. Грчка је одговорила тако што је симбол Сунца из Вергине убацила у готово све своје институције. Спор је делимично решен октобра 1995. године у компромису који је предложен од стране Уједињених нација. Симбол је уклоњен са заставе Републике Македоније у склопу споразума којим су успостављени дипломатски и економски односи између Републике Македоније и Грчке. Након тога Републике Македонија је променила изглед заставе, а Грчка је укинула трговински ембарго. Због спора око имена Грчка од 2008. године држи вето на амбиције Републике Македоније да се придружи ЕУ и НАТО.
- Застава Егејске/Грчке Македоније
- Застава Републике Македоније 1992—1995